# Azuel
Azuel es una localidad española perteneciente al municipio cordobés de Cardeña, en la comunidad autónoma de Andalucía.
Se encuentra situada en la comarca denominada Valle de los Pedroches y dentro del parque natural de la Sierra de Cardeña y Montoro, en Sierra Morena. El río Yeguas discurre encajonado entre sierras de espléndido bosque mediterráneo, cuya principal rareza vegetal la constituyen numerosas manchas de centenarios robles melojos. Esta zona es refugio de los últimos ejemplares andaluces de lobos y linces.